# Sahana Pradhan
Sahana Pradhan (Asan (Katmandú), 17 de junio de 1927 – Katmandú, 22 de septiembre de 2014) fue una política nepalí de la familia Newa en Katmandú. Dimitió como Ministro de Relaciones Exteriores de Nepal el 16 de abril de 2008. También el cargo de Vice primer ministro del Nepal dentro de la coalición de gobierno del Primer Ministro Girija Prasad Koirala entre 2007 y 2008.
Pradhan se casó con el líder comunista Pushpa Lal Shrestha, y fue una figura significada dentro del Partido Comunista del Nepal. Cuando Pushpa Lal murió en 1978, Balaram Upadhyaya se convirtió en líder del partido en 1986. En 1987 el partido se fusionó con la facción marxista de Manmohan Adhikari del Partido Comunista para crear el Partido Comunista de Nepal (Marxista-Leninista Unificado), el PCN (MLU).
Cuando el Partido se dividió en 1998, Pradhan tomó partido por la facción rupturista y se convirtió en la secretaria general del Partido Comunista de Nepal (Marxista-Leninista) (PCN-ML). De todas maneras, en 2002 el PCN(ML) volvería a reunificarse con el PCN (MLU). En 2003, en la Séptima Conferencia del Partico Comunista, Pradhan fue reelegida en la ejecutiva del Comité Central.
Pradhan fue de número 2 en la lista de las Elecciones a la Asamblea Constituyente.

## Muerte
Pradhan murió de una hemorragia cerebral el 22 de septiembre de 2014 a la edad de 86 años en el Hospial de Vayodha en Katmandú.